# Park Rapids
Park Rapids è una città degli Stati Uniti d'America, situata in Minnesota, nella Contea di Hubbard, della quale è anche il capoluogo.